# ادنا بست
اِدنا بِست (انگلیسی: Edna Best؛ ۳ مارس ۱۹۰۰ – ۱۸ سپتامبر ۱۹۷۴) هنرپیشه اهل کشور بریتانیا بود. وی بین سال‌های ۱۹۲۱ تا ۱۹۵۹ میلادی فعالیت می‌کرد.

## فیلمشناسی
- مردی که زیاد می‌دانست
- روح و خانم مویر
- پرده آهنین
- گاه‌شماری